# Nantwich Town FC
Nantwich Town FC (celým názvem: Nantwich Town Football Club) je anglický fotbalový klub, který sídlí ve městě Nantwich v nemetropolitním hrabství Cheshire. Založen byl v roce 1884 pod názvem Nantwich FC. Od sezóny 2008/09 hraje v Northern Premier League Premier Division (7. nejvyšší soutěž). Klubové barvy jsou zelená a černá.
Své domácí zápasy odehrává na stadionu The Weaver Stadium s kapacitou 3 500 diváků.

## Historické názvy
Zdroj: 
- 1884 – Nantwich FC (Nantwich Football Club)
- 1973 – Nantwich Town FC (Nantwich Town Football Club)

## Získané trofeje
- FA Vase ( 1× )
  - 2005/06
- Cheshire Senior Cup ( 5× )
  - 1932/33, 1975/76, 2007/08, 2011/12, 2017/18

## Úspěchy v domácích pohárech
Zdroj: 
- FA Cup
  - 1. kolo: 2011/12, 2017/18
- FA Trophy
  - Semifinále: 2015/16
- FA Vase
  - Vítěz: 2005/06

## Umístění v jednotlivých sezonách
Stručný přehled
Zdroj: 
- 1891–1892: Shropshire League
- 1892–1894: The Combination
- 1894–1895: Cheshire Junior League
- 1895–1897: Crewe & District Junior League
- 1897–1900: North Staffordshire & District League
- 1900–1901: Cheshire League
- 1901–1910: The Combination
- 1910–1912: Manchester League
- 1912–1915: Lancashire Combination (Division Two)
- 1919–1938: Cheshire County League
- 1938–1939: Crewe & District League
- 1946–1947: Crewe Amateur Combination
- 1947–1948: Crewe & District League
- 1948–1965: Mid-Cheshire League
- 1965–1966: Manchester League (Division One)
- 1966–1968: Manchester League (Premier Division)
- 1968–1978: Cheshire County League
- 1978–1982: Cheshire County League (Division One)
- 1982–1983: North West Counties League (Division One)
- 1983–1986: North West Counties League (Division Two)
- 1986–1987: North West Counties League (Division Three)
- 1987–1989: North West Counties League (Division Two)
- 1989–2007: North West Counties League (Division One)
- 2007–2008: Northern Premier League (Division One South)
- 2008– : Northern Premier League (Premier Division)

Jednotlivé ročníky
Zdroj: 
Legenda: Z - zápasy, V - výhry, R - remízy, P - porážky, VG - vstřelené góly, OG - obdržené góly, +/- - rozdíl skóre, B - body, červené podbarvení - sestup, zelené podbarvení - postup, fialové podbarvení - reorganizace, změna skupiny či soutěže
| Sezóny  | Liga                                       | Úroveň | Z  | V  | R  | P  | VG | OG | +/- | B  | Pozice |
| ------- | ------------------------------------------ | ------ | -- | -- | -- | -- | -- | -- | --- | -- | ------ |
| 2009/10 | Northern Premier League (Premier Division) | 7      | 38 | 16 | 6  | 16 | 64 | 69 | -5  | 54 | 10.    |
| 2010/11 | Northern Premier League (Premier Division) | 7      | 42 | 13 | 7  | 22 | 68 | 90 | -22 | 46 | 17.    |
| 2011/12 | Northern Premier League (Premier Division) | 7      | 42 | 15 | 13 | 14 | 65 | 61 | +4  | 57 | 10.    |
| 2012/13 | Northern Premier League (Premier Division) | 7      | 42 | 15 | 8  | 19 | 63 | 76 | -13 | 53 | 14.    |
| 2013/14 | Northern Premier League (Premier Division) | 7      | 46 | 14 | 14 | 18 | 77 | 71 | +6  | 56 | 19.    |
| 2014/15 | Northern Premier League (Premier Division) | 7      | 46 | 16 | 7  | 23 | 61 | 76 | -15 | 55 | 15.    |
| 2015/16 | Northern Premier League (Premier Division) | 7      | 46 | 20 | 15 | 11 | 94 | 62 | +32 | 75 | 8.     |
| 2016/17 | Northern Premier League (Premier Division) | 7      | 46 | 23 | 12 | 11 | 86 | 59 | +27 | 81 | 5.     |
| 2017/18 | Northern Premier League (Premier Division) | 7      | 46 | 16 | 9  | 21 | 62 | 72 | -10 | 57 | 16.    |
| 2018/19 | Northern Premier League (Premier Division) | 7      | 42 |    |    |    |    |    |     |    |        |